# Vasil Ringov
Vasil Ringov (Macedoni: Bacил Pингoв, 17 d'abril de 1955) és un exfutbolista macedoni de la dècada de 1980.
Pel que fa a clubs, defensà els colors de FK Belasica Strumica, FK Partizan, FK Teteks, Dinamo de Zagreb, FK Vardar i Eintracht Braunschweig.